# Argyrochaetona peruana
Argyrochaetona peruana är en tvåvingeart som beskrevs av Townsend 1928. Argyrochaetona peruana ingår i släktet Argyrochaetona och familjen parasitflugor.
Artens utbredningsområde är Peru. Inga underarter finns listade.